# Anduzedoras oxyrhynchus
Anduzedoras oxyrhynchus — єдиний вид роду Anduzedoras родини Бронякові ряду сомоподібних.

## Опис
Загальна довжина цього сома досягає 32,3 см. Голова помірно широка, майже не сплощена. Очі невеликі. Морда трохи піднята догори. Є 3 пари коротеньких вусиків, Тулуб кремезний, витягнутий. Уздовж бічної лінії є маленькі кісткові колючі щитки. Спинний плавець високо піднятий з 1 жорстким променем, зубчасті. Грудні плавці помірно широкі. Черевні та анальний плавці маленькі з короткою основою. Жировий плавець крихітний, міститься близько до хвостового плавця. Хвостовий плавець доволі великий, сильно і різко розділений.
Забарвлення оливково-жовтувате. Усі плавці жовтуватого кольору, колір хвостового плавця темніше за інші.

## Спосіб життя
Біологія погано вивчена. Воліють до прісної, середньої швидкої води. Є демерсальною рибою. Активні переважно вночі, а також у присмерку. Живляться безхребетними та дрібною рибою.

## Розповсюдження
Поширена в у верхній частині басейну річки Оріноко та в річці Ріу-Неґру.